# Chiesa cattolica nel Principato di Monaco
La Chiesa cattolica nel Principato di Monaco è parte della Chiesa cattolica in comunione con il vescovo di Roma, il papa.

## Situazione giuridica
La Chiesa cattolica è religione di Stato nel Principato di Monaco: l'art. 9 della Costituzione monegasca recita:
(Costituzione monegasca del 17 dicembre 1962)

## Organizzazione territoriale
L'unica circoscrizione ecclesiastica presente nel piccolo stato è l'arcidiocesi di Monaco che è immediatamente soggetta alla Santa Sede.
La popolazione cattolica corrisponde a circa 30 000 persone su un totale di 32 000 abitanti.

## Nunziatura apostolica
La nunziatura apostolica nel Principato di Monaco è stata istituita l'11 luglio 2006 con un breve di papa Benedetto XVI; finora il nunzio apostolico non ha mai risieduto nel principato, ma ha ricoperto contemporaneamente altri incarichi con residenza in un altro Paese europeo.

### Nunzi apostolici
- André Pierre Louis Dupuy (11 luglio 2006 - 15 dicembre 2011 nominato nunzio apostolico nei Paesi Bassi)
- Luigi Travaglino (8 settembre 2012 - 16 gennaio 2016 ritirato)
- Luigi Pezzuto (16 gennaio 2016 - 25 maggio 2019 dimesso)
- Antonio Arcari (25 maggio 2019 - 16 maggio 2023 ritirato)
- Martin Krebs, dal 19 aprile 2024